# 广州广播电视台花城频道
廣州廣播電視台花城頻道（簡稱廣州花城頻道，又叫花城政務頻道），是廣州广播電視台已经停播的一条免费电视频道。频道于2016年11月28日启播，期间除重播节目《G4出動》和《最街拍檔》以粤语播出以外，其他節目皆以普通话广播。此频道只在广州播映。
2017年8月6日23时55分，频道播毕《看在花城》后开始检修，6小时后台标和「测试」字样撤除，8月7日傍晚黑屏。具体原因不明（可能为收视率低或未经审批开办而被叫停）。尽管到当年8月31日，节目表仍然更新，但频道仍处于停播状态。频道的节目资源据信已迁移至移动频道继续播出。
花城频道公众号于2017年9月17日易名为「花城咖」。

## 节目列表
花城频道播映期间在每日18:00开台，期间节目播出时长约6小时，节目内容多为广州市政府的宣传，无商业广告。17时30分，开始播放岭南音乐，17时59分播出广州市宣传短片与广州国际媒体港外景，18时播出当日节目预告。节目播出方面，18时至18时25分播出《广州榜样》；20时～20时30分播出《花城全视角》；20时30分至20时45分，周一至周五播出《花开花城》、周六播出《今天我上线》、周日播出《我该怎么办》。其它时段节目以重播政府行动、民生论坛和纪录片为主，但一般不会超过一小时。检修前一小时首播《花城面对面》和《看在花城》两档自办节目。检修前播出广州市宣传短片与广州国际媒体港外景，最后播出台徽ID与呼号，当日节目即全部结束。
| 时间                                                    | 节目内容                                                                       | 节目时长                                                |
| 若非特別註明，本條目所有時間皆為 東八區 標準時間（ ）。 | 若非特別註明，本條目所有時間皆為 東八區 標準時間（ ）。                        | 若非特別註明，本條目所有時間皆為 東八區 標準時間（ ）。 |
| ------------------------------------------------------- | ------------------------------------------------------------------------------ | ------------------------------------------------------- |
| 17:30～17:59                                            | 电子大圆检验图，以岭南音乐为背景音乐。                                         | 30分钟                                                  |
| 17:59～18:00                                            | 广州市宣传短片与广州国际媒体港外景                                             | 1分钟                                                   |
| 18:00～19:00                                            | 最街拍档同纪录片（周一至周五）、广州榜样（周六）、新闻日日睇（周日，今G4出动） | 60分钟                                                  |
| 19:00～19:25                                            | 政府行动节目                                                                   | 25分钟                                                  |
| 19:30～19:55                                            | 政府行动节目                                                                   | 25分钟                                                  |
| 20:00～20:30                                            | 花城全视角                                                                     | 25分钟                                                  |
| 20:30～20:45                                            | 花开花城（周一至周五）、今天我上线（周六）、我该怎么办（周日）                 | 15分钟                                                  |
| 21:00～22:57                                            | 纪录片                                                                         | 117分钟                                                 |
| 23:00～23:24                                            | 花城面对面                                                                     | 24分钟                                                  |
| 23:25～23:53                                            | 看在花城                                                                       | 28分钟                                                  |
| 23:53～23:55                                            | 广州市宣传短片与广州国际媒体港外景，台徽ID。                                   | 2分钟                                                   |
| 23:55～00:30                                            | 无节目播映，期间悬挂电子大圆检验图（无背景音乐）。                             | 17小时30分钟                                            |